# Palazzo di Giustizia (Udine)
Il Palazzo di Giustizia di Udine si trova in Largo Ospedale Vecchio 1.

## Storia
Nel 1300 l’ospedale di Santa Maria della Misericordia dei Battuti era un'istituzione importante e lo divenne di più quando nel 1500 si unì con l'ospedale intitolato alla Santissima Trinità degli Alemanni, e con l'ospedale dedicato a Santa Maria Maddalena o degli Esposti cambiando il suo nome in Ospedale Maggiore Santa Maria della Misericordia dei Battuti.
La struttura che ospitava l'ospedale non era più sufficiente ad accogliere un numero sempre più alto di malati perciò l'arcivescovo di Udine, promosse la costruzione di uno nuovo e più ampio.
Nel 1782 inizia la costruzione del nuovo ospedale attiguo al chiostro dei Padri minori conventuali di San Francesco.
La costruzione dell'ospedale fu completata mezzo secolo dopo e rimase nella nuova sede fino agli anni quaranta. Durante il periodo dell'occupazione l'edificio servì da caserma e oggi ospita la sede del Tribunale di Udine.